# Jumpin' Jack Flash
Jumpin' Jack Flash är en låt av rockgruppen The Rolling Stones, och är en av gruppens mest populära sånger. Den skrevs av Mick Jagger och Keith Richards under perioden då albumet Beggars Banquet spelades in 1968 men togs inte med på albumet. Låten släpptes som fristående singel i Storbritannien den 24 maj 1968 och i USA den 1 juni 1968. Den betecknades då den kom ut som Rolling Stones återkomst till rak rockmusik, efter att de intresserat sig för psykedelia under 1967. På studioinspelningen spelar Bill Wyman elorgel istället för sitt vanliga instrument elbas. Keith Richards spelar bas. Mick Jagger spelar maracas och Nicky Hopkins medverkar på piano.
"Jumpin' Jack Flash" har funnits med på ett flertal livealbum och samlingsalbum med The Rolling Stones. Liveversioner återfinns på skivorna Get Yer Ya Ya's Out (1970), Love You Live (1977), och Flashpoint (1991). Några samlingsalbum låten finns med på är Through the Past, Darkly (Big Hits Vol. 2) (1969), Rolled Gold+: The Very Best of the Rolling Stones (1975), Forty Licks (2002) och GRRR! (2012). Den listades av magasinet Rolling Stone på plats 125 i listan The 500 Greatest Songs of All Time.
Låten har spelats in av ett flertal olika artister, till exempel Ananda Shankar (hans självbetitlade debutalbum 1970), Leon Russell (medley under välgörenhetskonserten The Concert for Bangladesh), och Johnny Winter (albumet Live Johnny Winter and). 1986 spelade Aretha Franklin in låten till filmen Jumpin' Jack Flash.
"But it's all right now, in fact, it's a gas! / But it's all right, I'm Jumpin' Jack Flash / It's a Gas! Gas! Gas!", lyder refrängen. (Gas = tomt prat).
Låten har funnits med i filmerna Dödspolarna (1973) och Fear and Loathing in Las Vegas (1998).

## Listplaceringar
| Lista (1968)   | Position                              |
| -------------- | ------------------------------------- |
| Australien     | 1 (Go Set)                            |
| Danmark        | 2 (DR "Top 20")                       |
| Finland        | 22                                    |
| Flandern       | 8                                     |
| Irland         | 3                                     |
| Kanada         | 5 (RPM)                               |
| Nederländerna  | 1                                     |
| Norge          | 3 (VG-lista)                          |
| Nya Zeeland    | 1 (NZ Listner)                        |
| Schweiz        | 2                                     |
| Storbritannien | 1                                     |
| Sverige        | 8 (Kvällstoppen)                      |
| Sverige        | - (Testad på Tio i topp, ej inröstad) |
| USA            | 3 (Billboard Hot 100)                 |
| Vallonien      | 4                                     |
| Västtyskland   | 1                                     |
| Österrike      | 3                                     |